# Uomo bianco, tu vivrai!
Uomo bianco, tu vivrai! (No Way Out) è un film del 1950 diretto da Joseph L. Mankiewicz.

## Trama
Il dottor Luther Brooks è un giovane medico nero alle prime armi, molto stimato dai superiori. Ha compiuto molti sacrifici per portare a termine gli studi e una volta assunto presso una prigione, viene confrontato con un caso difficile: due delinquenti della peggior razza, Ray e il fratello Johnny, vengono feriti e arrestati, per cui si rende necessario intervenire per curarli.
Così, il dottor Brooks si occupa del fratello di Ray al meglio delle proprie possibilità, ma questo spira davanti agli occhi di Ray, il quale dal canto suo non esita a dare la colpa al dottore per quanto accaduto: A suo dire, il fratello non sarebbe mai morto se il dottore fosse stato un bianco. Ancora ferito, Ray indirizza al dottor Brooks le peggiori minacce suscitando lo sdegno del superiore come anche della vedova del morto, Edie (la quale in passato aveva avuto una relazione con Ray).
Luther Brooks e il suo superiore pensano che sia il caso di eseguire un’autopsia per provare l’innocenza del dottore, ma Ray, in qualità di fratello del defunto, ne nega testardamente il permesso, A nulla servono gli interventi del primario per assicurarsi l’aiuto di Edie: la situazione si aggrava a tal punto che tra bande bianche e negre si arriva ad una inutile quanto pericolosa rissa. 
Nel frattempo, Ray riesce a fuggire e a sequestrare Edie con l'aiuto di un altro suo fratello sordomuto.
Alla fine Brooks decide di costituirsi per forzare l’esecuzione di un’autopsia anche senza il permesso di Ray. In seguito, l’esame sul cadavere di Johnny viene effettivamente svolto e il risultato scagiona il dottore. In seguito all'autopsia, Ray risulta ancor più indignato: per tutta risposta, egli escogita un piano per uccidere il dottore. Nonostante non sia ancora guarito dopo l'episodio dell'arresto, gli prepara un tranello. Al momento di mettere in pratica il piano Edie, nel frattempo diventata sua complice, cambia idea e riesce a fermare Ray, spegnendo la luce prima che egli riesca a sparare a Luther.
Alla fine il delinquente resta a terra, disarmato da Brooks e quasi moribondo in seguito alle diverse ferite riportate; viene suo malgrado assistito dal dottore, che crede profondamente nella propria vocazione e che gli annuncia: uomo bianco, tu vivrai. Il dottore si mette all'opera sprezzante del rischio e rinunciando a qualsiasi rivalsa. Ray, dal canto suo, piange umiliato e in un certo modo anche pentito.

## Riconoscimenti
Nel 1950 il National Board of Review of Motion Pictures l'ha inserito nella lista dei migliori dieci film dell'anno.